# Gary Miranda
Gary Miranda (Bremerton, 1939) é um poeta americano.

## Vida
Miranda foi criado no Noroeste Pacífico. Ele passou seis anos em um seminário jesuíta, depois se formou no San Jose State College e na Universidade da Califórnia, Irvine. Ele publicou poemas em várias revistas, incluindo The New Yorker, The Atlantic Monthly, Poetry, The American Poetry Review, entre outros.
Sua coleção de 1978 Listeners in the Breathing Place foi nomeada para o Prêmio Pulitzer . Ele ganhou nove prêmios da Poetry Society of America e, em julho de 1979, Miranda foi escolhida pelos editores do Atlantic Monthly para ser o terceiro poeta em residência no The Frost Place, casa de Robert Frost em Franconia, New Hampshire, depois de Katha Pollitt e Robert Hass. De 1970 a 1973, ele foi conferencista da Fulbright na Universidade de Atenas, na Grécia Ele ensinou literatura e literatura em várias faculdades e universidades, mais recentemente como escritor residente no Reed College, em Portland, Oregon.

## Recepção
A poesia de Miranda foi bem recebida. Sua primeira coleção, Listeners at the Breathing Place, escolhida para a série de poetas contemporâneos de Princeton, foi descrita como "convidativa e impressionante" no Library Journal. Maxine Kumin chamou de "um primeiro livro do qual se orgulhar" e Miranda de "um poeta versátil e sensível". Escrevendo em Poetry, Michael Heffernan caracterizou o livro como "de tirar o fôlego".
A crítica do Library Journal da segunda coleção de Miranda, Grace Period, disse que foi "escrita com uma mão segura" e que Miranda "testemunha" e "nos surpreende". Em uma resenha de Orpheus and Company: Contemporary Poems on Greek Mythology, editado por Deborah DeNicola, David Garza chama a abertura do poema de Miranda sobre Narciso "perspicaz e sedutora".
A tradução de Miranda das Elegias de Duino de Rilke recebeu muitos elogios. Robin Skelton, no The Malahat Review, disse que "mantém o brilho do original"; Robert Boyers, em Salmagundi, disse: "Em nenhum lugar isso parece uma tradução". O estudioso de Rilke, John Mood, chamou isso de "o mais próximo de uma elegibilidade definitiva que jamais conseguiremos obter no idioma inglês". Jan Freeman, diretor da Paris Press, disse: "Nenhuma outra tradução se compara a esta". Menos efusiva, a revisão da Virginia Quarterly Review chamou a tradução de "admirável", "clara e legível" e "fiel" ao significado de Rilke, mas achou a tradução de Miranda "prosaica" e prefere a tradução de Harry Behn.